# Star (Karolina Północna)
Star – miasto w Stanach Zjednoczonych, w stanie Karolina Północna, w hrabstwie Montgomery.